# Mars Sample Return
Mars Sample Return (česky Návrat vzorku z Marsu) je plánovaná vysoce komplexní robotická mise k planetě Mars, která by měla dopravit zpět na Zemi vzorky marsovských horniny, podobně jako programy Apollo nebo Luna dopravily horniny z Měsíce. V současné době se její přípravou zabývá Evropská kosmická agentura v rámci projektu Aurora, ovšem vzhledem ke značným finančním nákladům půjde o mezinárodní misi s účastí americké NASA.
Prvním článkem celého záměru je vozítko Perseverance mise Mars 2020, které má za úkol sesbírat vzorky marsovské horniny, dalšími jsou pak přistávací modul, návratový modul a vrtulníky pro přepravu vzorků z místa uložení k hlavnímu modulu na povrchu.

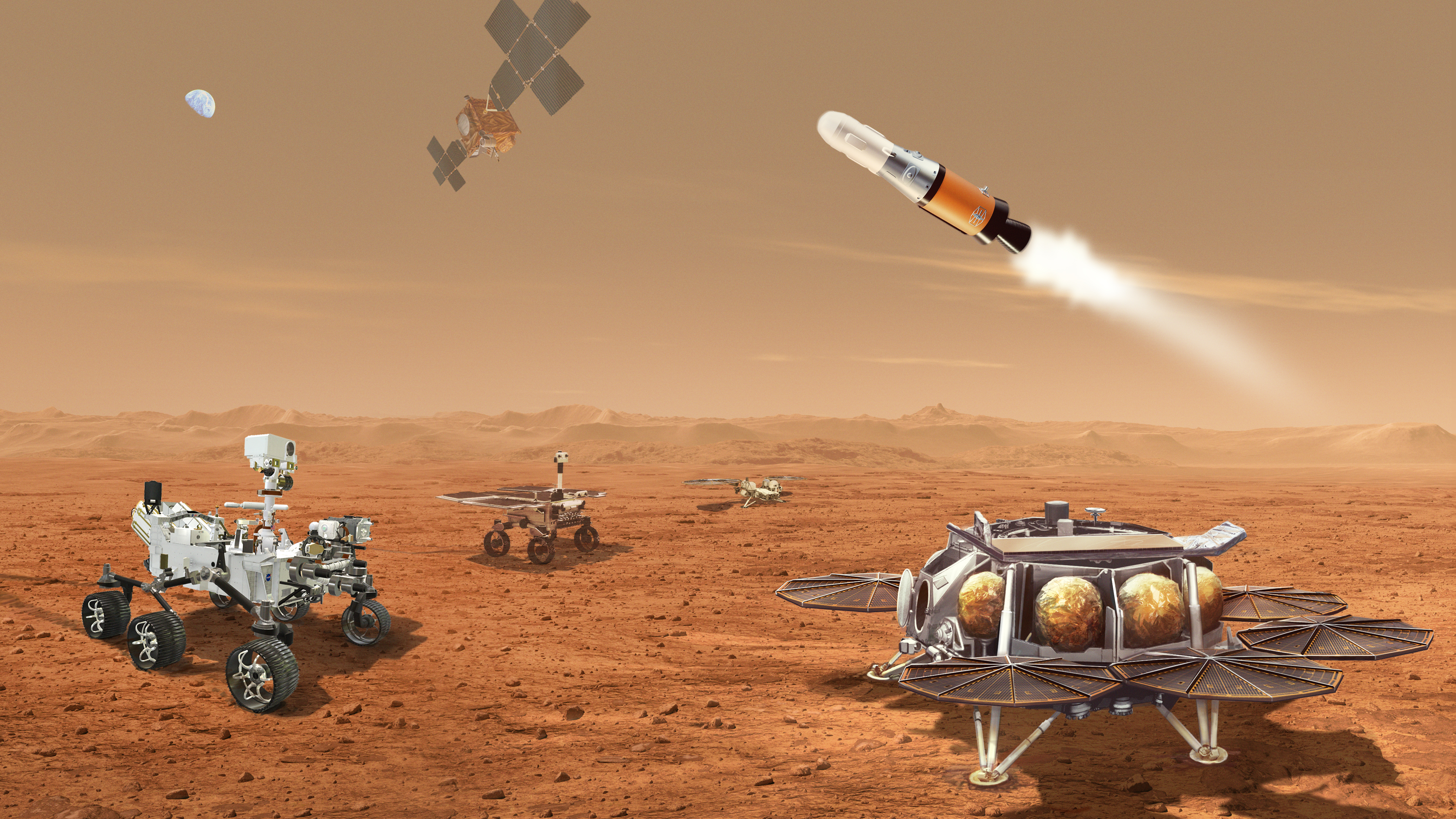
Jednotlivá zařízení mise návratu vzorků z Marsu.

## Historie mise

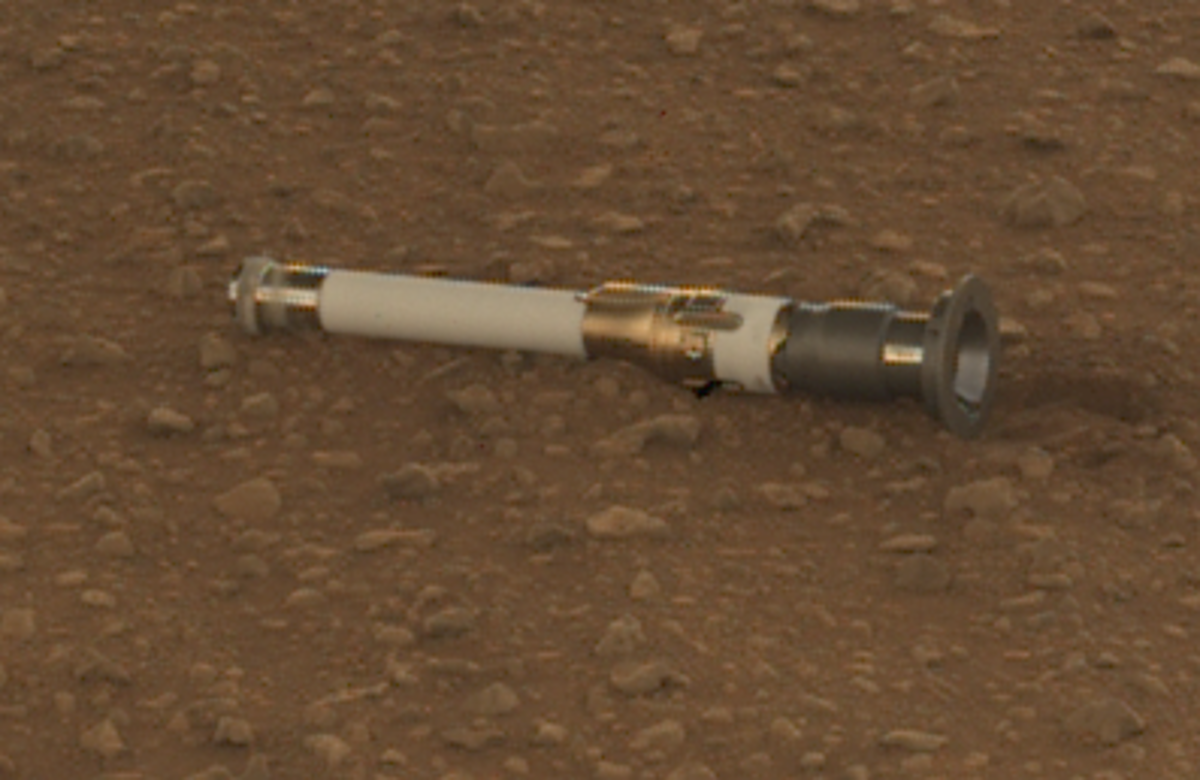
Obrázek jedné z odběrových trubiček

### Původní mise NASA-ESA
NASA původně plánovala vlastní misi téhož jména, ale nedávné přehodnocení priorit kosmického výzkumu v USA (plán současné administrativy na návrat na Měsíc) a následné přesuny finančních prostředků do pilotovaných letů vedlo k přehodnocení těchto plánů. V doporučení komise pro výzkum Marsu z roku 2005 se objevuje pro MSR jako první možné datum 2022/2024. Po odstoupení NASA z projektu bylo možné, že ESA, která již v tomto směru vyvíjela značné aktivity bude muset přebrat vedoucí roli v projektu (a tím i v jeho financování).
V roce 2012 byla mise zrušena. Nicméně v dubnu 2018 ESA a NASA podepsaly záměr, který by mohl poskytnout základ pro obnovení mise na Mars a odebrání vzorku zpět na Zemi.

### Plány v rámci mise Mars 2020
Po přistání roveru Perseverance v rámci mise Mars 2020 a otestování potřebných technologií vrtulníkem Ingenuity. Bylo rozhodnuto o startu mise v roce 2027, v roce 2028 je pak naplánováno přistání na Marsu. Vzorky by se měly na Zemi vrátit na počátku 30. let 21. století.

## Součásti mise

### Přistávací modul pro odběr vzorků

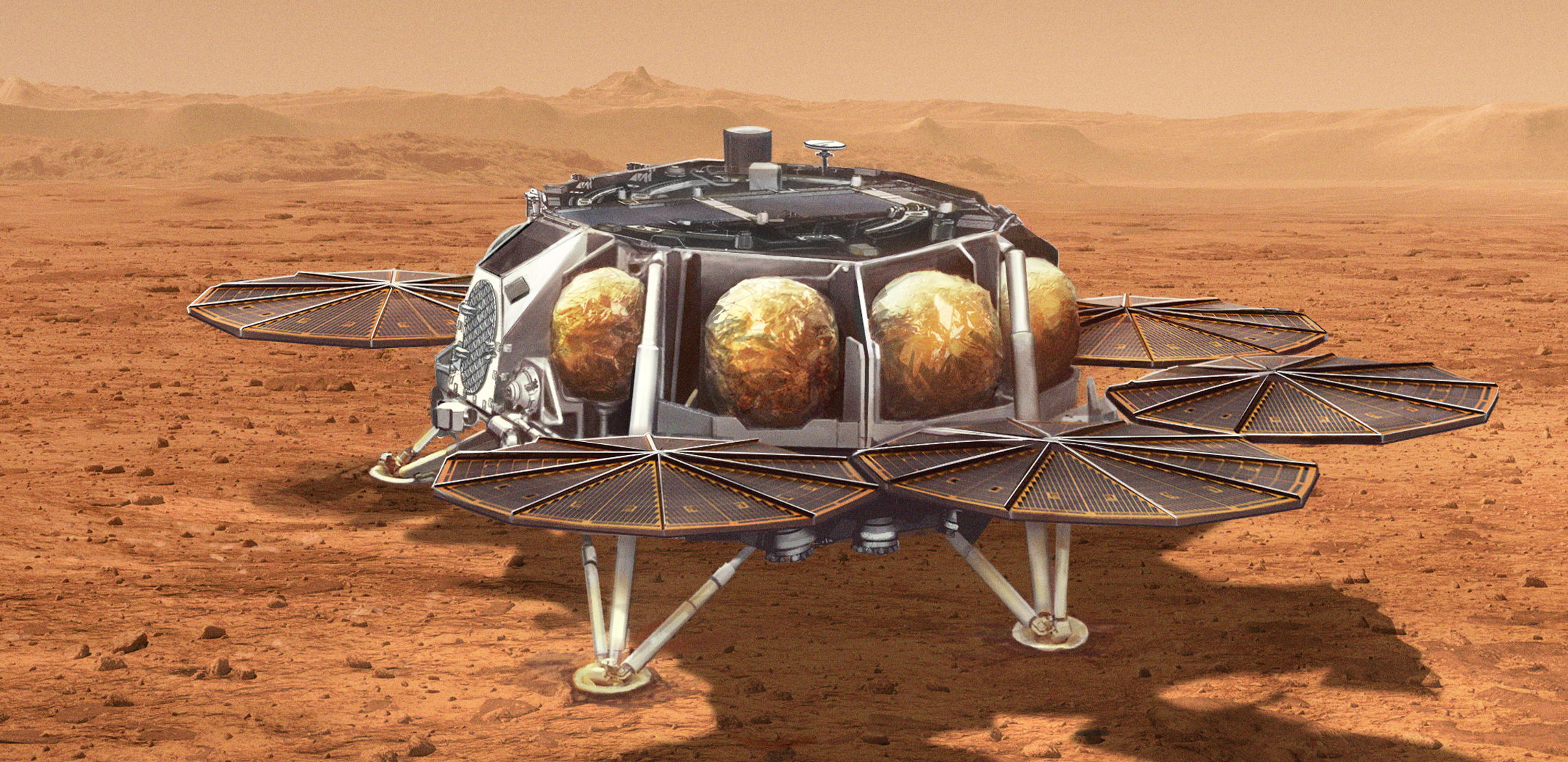
Koncept přistávacího modulu

Hlavní zařízení mise, které na sobě nese dva vrtulníky pro přemisťování vzorků, návratový modul a také rameno pro sbírání zkumavek. Hlavním úkolem tohoto zařízení je připravit vzorky z Marsu na přepravu vesmírem.
Rozměry landeru jsou přibližně 7,7 × 7,7 metru a výškou asi 2,1 metru. Hmotnost je přibližně 3,35 tuny. Délka plánovaného robotického ramene je 2 metry. Energii poskytuje pět solárních panelů.

### Vrtulníky

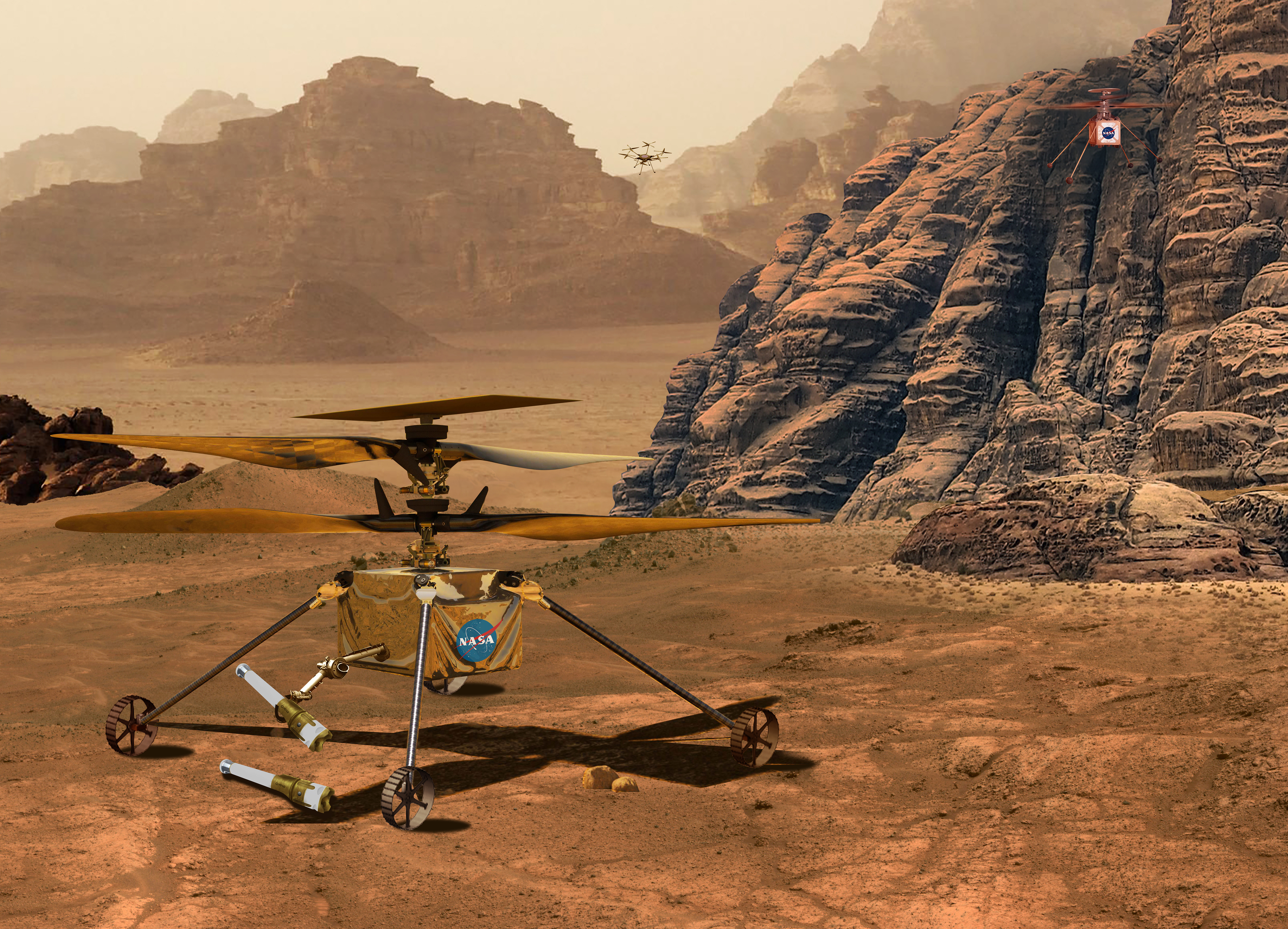
Vizualizace helikoptéry

V rámci mise vznikly dva vrtulníky, které budou převážet vzorky z míst uložení na místo přistání. Velikostně jsou helikoptéry podobné Ingenuity.

### Vozidlo pro opuštění Marsu

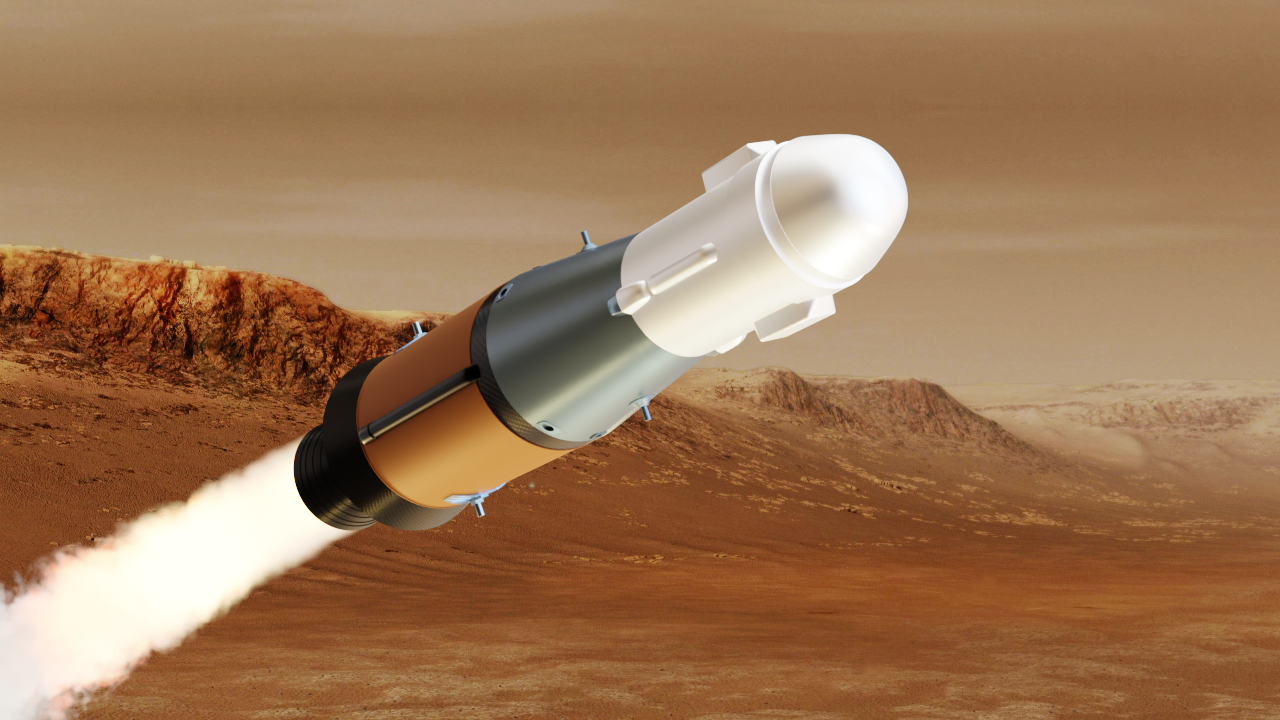
Vozidlo pro výstup na Mars

Mars Ascent Vehicle je nízkohmotnostní raketa, která má za úkol dopravit z povrchu Marsu na jeho oběžnou dráhu vzorky marsovských hornin. Startovat má z přistávacího modulu. Na orbitě pak vzorky převezme orbiter vyrobený ESA. 
Raketa funguje na pevné palivo. Hmotnost rakety je asi 450 kilogramů. Je 3 metry vysoká a 0,5 široká.

## Alternativní mise
Postupem času bylo studováno několik konceptů této mise. Mezi těmito koncepty jsou (mimo projekt NASA-ESA), ruský projekt Mars-Grunt plánovaný okolo 2024, japonský projekt MMX plánovaný na stejný rok a čínský projekt plánovaný okolo 2030.